# Cantón de Saulxures-sur-Moselotte
El cantón de Saulxures-sur-Moselotte era una división administrativa francesa, que estaba situada en el departamento de Vosgos y la región de Lorena.

## Composición
El cantón estaba formado por diez comunas:
- Basse-sur-le-Rupt
- Cornimont
- Gerbamont
- La Bresse
- Rochesson
- Sapois
- Saulxures-sur-Moselotte
- Thiéfosse
- Vagney
- Ventron

## Supresión del cantón de Saulxures-sur-Moselotte
En aplicación del Decreto nº 2014-268 de 27 de febrero de 2014, el cantón de Saulxures-sur-Moselotte fue suprimido el 22 de marzo de 2015 y sus 10 comunas pasaron a formar parte del nuevo cantón de La Bresse.